# Antoine-Isaac Silvestre de Sacy

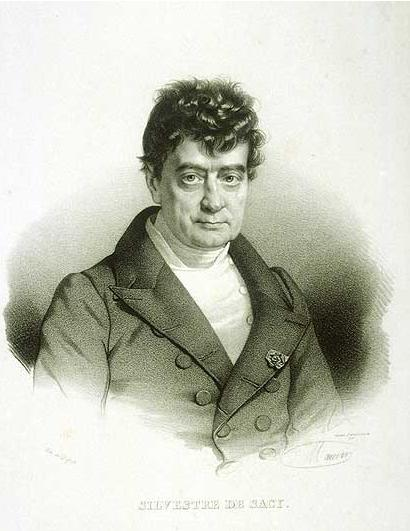
Antoine Isaac Baron Silvestre de Sacy gilt als Begründer der modernen Arabistik

Antoine-Isaac, Baron Silvestre de Sacy [saˈsi] (auch Antoine Isaac; * 21. September 1758 in Paris; † 21. Februar 1838 ebenda) war ein französischer Philologe. Er gilt als Begründer der modernen Arabistik und hatte entscheidenden Einfluss auf die Entwicklung der Orientalistik.

## Biografie
Als Sohn des Pariser Notars Jacques Abraham Silvestre wurde Antoine Isaac, der den Beinamen de Sacy (eines kleinen Dorfes im Burgund) erhielt, in gehobene bürgerliche Verhältnisse hineingeboren. Da er seinen Vater schon früh im Alter von sieben Jahren verlor, wurde er von seiner streng religiösen Mutter aufgezogen. Durch den Benediktiner Dom Berthereau kam er mit gerade mal zwölf Jahren mit seiner ersten semitischen Sprache, dem Hebräischen in Kontakt. Antoine Isaac zeigte bald eine besondere sprachliche Begabung, und so lernte er fast ohne Anleitung die weiteren semitischen Sprachen Aramäisch, Arabisch und anschließend Persisch, Türkisch, Deutsch, Englisch, Italienisch und Spanisch.
Ab 1780 begann er sich durch Veröffentlichung von Aufsätzen zu Texten des Alten Testaments (zum Beispiel zu einer altsyrischen Übersetzung des Buches der Könige) in der in Leipzig erscheinenden Zeitschrift Repertorium für biblische und morgenländische Litteratur von Johann Gottfried Eichhorn einen Namen zu machen. Nach dem Studium der Rechtswissenschaften nahm er 1781 eine Beraterstelle am Cour des monnaies, dem französischen Münzhof an, widmete sich neben seiner Arbeit aber mit großem Eifer seinen Studien und wurde 1785 Mitglied in der Académie des Inscriptions et Belles-Lettres (Akademie der Inschriften), in der er eine Vielzahl an Interpretationen zu den Notices et extraits, einer kommentierten Ausgabe der Handschriften der königlichen Bibliothek beitrug. Noch im selben Jahr veröffentlichte er sein Geschichtswerk Mémoires Sur l'histoire des Arabes avant Mahomet. Es folgten weitere Publikationen in den nächsten fünf Jahren. Wegen seiner ablehnenden Haltung gegenüber den politischen Umbrüchen der Revolutionszeit zog sich de Sacy trotz einer Beförderung aus seiner Anstellung am Münzhof auf seinen Landsitz im Brie zurück und widmete sich weiteren Arbeiten und Studien, so zum Beispiel über die Religion der Drusen, einer islamischen Abspaltung. 1795 übernahm er den Lehrstuhl für Arabisch an der von der Nationalversammlung wiedereröffneten École spéciale des Langues orientales in Paris, wurde aber – da er sich weigerte, den antiroyalistischen Schwur zu leisten – bis 1803 nicht als Vollmitglied des Lehrkörpers angesehen.
1801 kam sein Sohn Samuel Ustazade zur Welt, der später Redakteur des Journal des Débats und Verwalter der Bibliothèque Mazarine wurde. Nach der Zeit der Revolutionswirren und seiner Berufung zum Professor für persische Sprache am Collège de France in Paris im Jahre 1806 wurde er zwei Jahre später Mitglied der Legislative. 1813 wurde ihm der Titel eines Barons verliehen, und die Restaurationszeit mit ihrer Rückkehr zur Monarchie ermöglichte de Sacy, sich auch verstärkt politisch zu betätigen, so stimmte er unter anderem für Napoleons Absetzung. Im Zuge der zweiten Restaurationsphase – nach Napoleons Wiederkehr und Niederlage im Jahre 1815 – wurde de Sacy Mitglied des öffentlichen Unterrichtsausschusses, des königlichen Rates und erhielt später eine Stelle in der Verwaltung des Collège de France und der École spéciale des langues orientales. Zusammen mit Abel-Rémusat gründete er 1822 die Société asiatique, deren erster Präsident er war, und veranlasste die Einrichtung neuer Lehrstühle für asiatische Sprachen, unter anderem für Sanskrit und Chinesisch am Collège de France.
Nach der ersten Restauration wurde er Zensor, darauf auch Mitglied der Kommission für den öffentlichen Unterricht, 1831 Konservator der Manuskripte an der königlichen Bibliothek und im folgenden Jahr Mitglied der Pairskammer. Dabei entfaltete er eine höchst bedeutende Lehrtätigkeit, durch die er Paris mehrere Dezennien hindurch zu dem Mittelpunkt der orientalischen Studien in Europa machte; auch die meisten deutschen Arabisten der älteren Generation sind Schüler de Sacys gewesen.

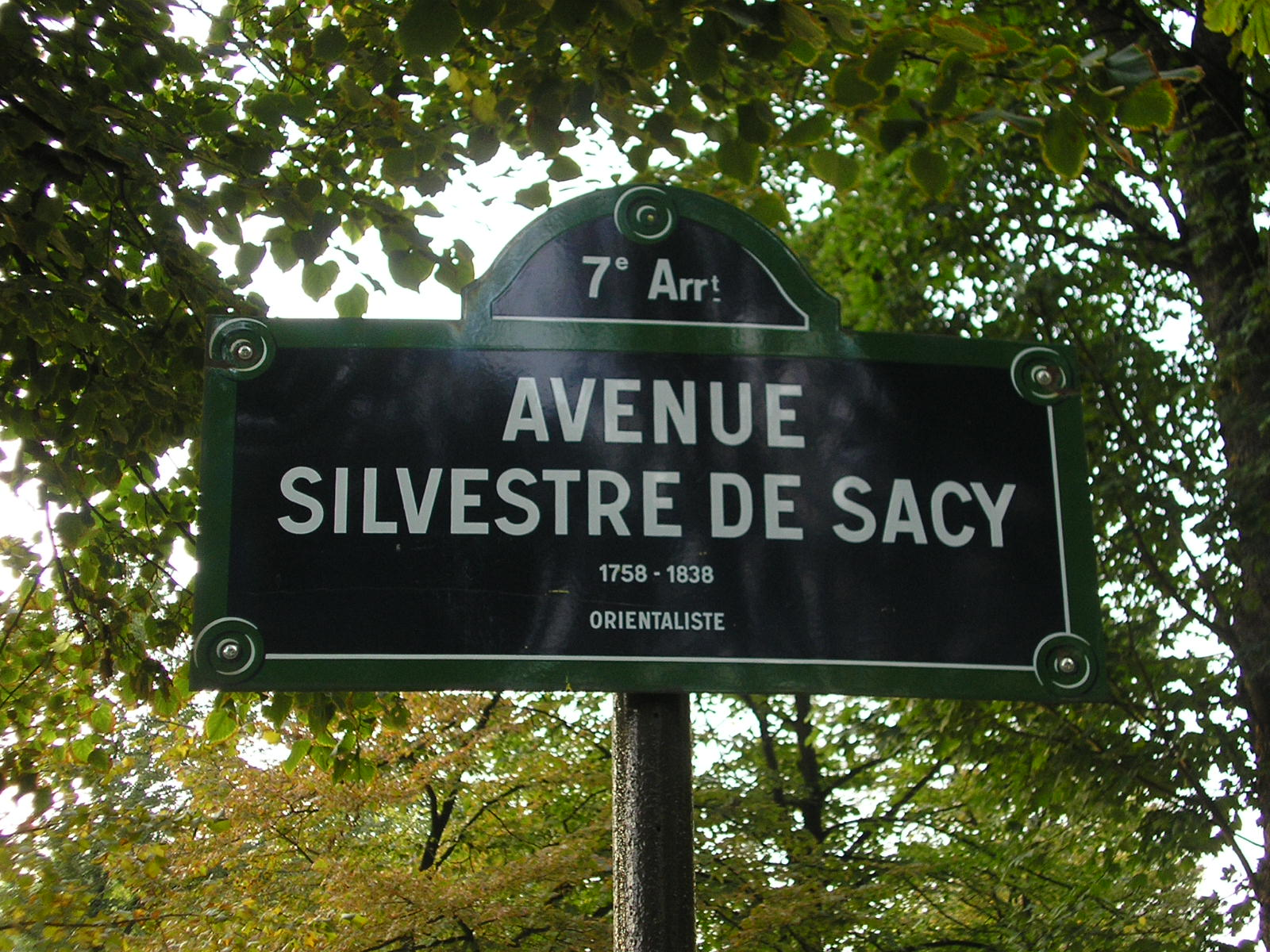
Nach Silvestre de Sacy benannte Straße nahe dem Eiffelturm in Paris

Trotz vieler weiterer Verpflichtungen, zum Beispiel in der königlichen Druckerei und an der Académie des inscriptions et belles-lettres, publizierte er weiterhin seine Forschungsergebnisse und gab sein Wissen durch unermüdliche Lehrtätigkeit in den Fächern Arabisch und Persisch weiter bis zu seinem Tod am 21. Februar des Jahres 1838 in Paris. Neben Verleihung von Ehrenmedaillen sowie Mitgliedschaften und Ehrenmitgliedschaften zu Lebzeiten, wie zum Beispiel der Légion d’honneur, der Königlichen Societät der Wissenschaften zu Göttingen, der Königlich Dänischen Akademie der Wissenschaften, der Königlich Niederländischen Akademie der Wissenschaften, der Académie royale de Bruxelles, der Bayerischen Akademie der Wissenschaften, der Russischen Akademie der Wissenschaften in Sankt Petersburg, wurde 1907 eine Straße am Champs de Mars in Paris Avenue Silvestre de Sacy benannt.

## Werk
Silvestre de Sacy ist einer der bedeutendsten französischen Philologen des 19. Jahrhunderts. Er prägte die Entwicklung der jungen Wissenschaft der Orientalistik entscheidend mit und machte Paris zu ihrem Zentrum. Seine Lehrbücher zur arabischen Sprache galten bis ins 20. Jahrhundert hinein als Standardwerke. Seiner ideologischen Nähe zum Jansenismus, dessen geistiges Zentrum im Kloster von Port Royal lag, und der nach Descartes von der dortigen grammatischen Schule entwickelten kartesianischen Linguistik, entstammt seine, später von Linguisten wie Noam Chomsky im 20. Jahrhundert berühmt gemachte Ansicht, dass allen Sprachen ein universales Regelwerk règles générales de la métaphysique du langage (A.-I. Silvestre de Sacy, Vorwort zu Grammaire arabe) zugrunde liegt.
Er war einer der Mitherausgeber der ab 1816 neu aufgelegten ältesten wissenschaftlichen Zeitschrift der Welt, dem Journal des savants, dessen Ruf und Verkaufszahlen er durch seine zahlreichen Beiträge steigerte. In dieser und verschiedenen anderen Zeitschriften, wie zum Beispiel Fundgruben des Orients (herausgegeben von Joseph von Hammer-Purgstall in Wien und Lektüre von Johann Wolfgang Goethe, die eine der Inspirationen zu seiner 1819 veröffentlichten Gedichtsammlung West-östlicher Divan war), finden sich von ihm insgesamt etwa 400 Beiträge.
Zu seinem populäreren Schaffen zählt Silvestre de Sacys Vorarbeit zur Entschlüsselung der demotischen Schriftzeichen auf dem Stein von Rosetta, sowie eine Abhandlung über die Entstehung der Märchen aus 1001 Nacht, in der er bei einem Großteil deren arabischen Ursprung um die Zeit des 15. Jahrhunderts nachwies. Neben zahlreichen französischen Ausgaben und Sammlungen der reichhaltigen Literatur der orientalischen Sprachen, fertigte er arabische und syrische Übersetzungen des Neuen Testaments für die 1804 gegründete British and Foreign Bible Society an.
Trotz der Kritik einiger weniger Zeitgenossen, dass er sich lediglich auf die Beherrschung der Schriftsprache beschränkte und „arabisch nur mit einem Buch in der Hand sprechen“ könne, so der ägyptische Studienreisende Azhar-Scheich Rifāʿa at-Tahtāwī, ist zu seinen größten Leistungen vor allem seine Lehrtätigkeit zu zählen, aus der weitere Generationen von Orientalisten hervorgegangen sind. Bei ihm studierten auch zahlreiche, später bedeutende deutsche Orientalisten, wie Wilhelm Freytag, Gottfried Kosegarten, Heinrich Leberecht Fleischer und Gustav Weil.
Etwa 400 Aufsätze, Rezensionen etc. von ihm finden sich in verschiedenen Fachzeitschriften. Sehr wertvoll ist der Katalog seiner in Hinsicht auf orientalische Literatur ausgezeichneten Bibliothek (Paris 1842–44).

## Werke (Auswahl)
- Mémoires sur l'histoire des Arabes avant Mahomet. In: émoires de l'académie royale des inscriptions et belles-lettres. Tom. 47, S. 47–66, Tom. 48, S. 483–762. Duverger, Paris 1785. (Digitalisat)
- Mémoires sur diverses antiquités de la Perse. Paris 1793. (Digitalisat)
- Principes de Grammaire générale, mis à la portée des enfans, et propres à servir d'introduction à l'étude de toutes les langues, Paris: 1799, 8. Aufl. 1852 (Digitalisat)
- Chrestomathie arabe, ou extraits de divers écrivains arabes : tant en prose qu' en vers, à l'usage des élèves de l'École spéciale des Langues Orientales vivantes, 3 Bde., Paris: 1806; 2. Aufl. 1826; Paris: 2008, ISBN 978-2-13-057157-5; Tunis: 2008; Biblio Verlag, Osnabrück: 1973 (Digitalisat der 1. Aufl. (1806), Digitalisat der 2. Aufl. (1826))
- Grammaire arabe à l'usage des élèves de l'École Spéciale des Langues Orientales Vivantes, avec figures. 2 Bände. Paris 1810. (Digitalisat Band 1), (Band 2) 2. Aufl. 1831.
- Mémoire sur les monuments de Kirmanshah ou Bisutun. Paris 1815. (siehe Behistun-Inschrift)
- Mémoires d'histoire et de littérature orientales. Paris 1818. (Darin enthalten ein bemerkenswerter Artikel: Mémoire sur la dynastie des Assassins et sur l'étimologie de leur nom, S. 322–403.)
- Anthologie grammaticale arabe, ou morceaux choisis de divers grammairiens et scholiastes arabes. Paris 1829. (Digitalisat)
- Exposé de la religion des Druzes. 2 Bände. Debure, Paris 1838. (Digitalisat Band 1), (Band 2)

Weitere Werke sind im Projekt Gallica abrufbar.

## Übersetzungen (Auswahl)
- Mīr Ḫwānd, Histoire des Rois de Perse de la Dynastie des Sassanides, 1793
- Aḥmad Ibn-Alī al-Maqrīzī, Traité des monnoies Musulmanes, 1797
- Abd-al-Laṭīf al-Baġdādī, Relation arabe sur l'Egypte, Paris: 1810
- Bīdpāī, Calila et Dimna ou fables de Bidpai, 1816
- Farīd-ad-Dīn 'Attar, Pend-Nameh : ou Le Livre des conseils, übersetzt und herausgegeben von  Silvestre de Sacy, Debure, Paris 1819
- Al-Qāsim Ibn-Alī al-Ḥarīrī, Les séances de Hariri, Paris: 1822
- Ǵāmi, Nūr-ad-Dīn Abd-ar-Rahmān, Vie des Soufis ou les haleines de la familiarité, Paris: Imprimerie royale, 1831; neu herausgegeben bei Allard, Paris 1977
- Yehûdā Ben-Šelomo al-Ḥarîzî, Extrait du Séfer Tahkémoni, 1833